# Муминов, Акбар
Акбар Муминов (узб. Akbar Moʻminov; 1909, к. Ниёзбек, Кокандский уезд, Ферганская область, Российская империя — неизвестно) — советский узбекский хозяйственный, государственный и партийный деятель.

## Биография
Родился в 1909 году в кишлаке Ниязбек (ныне в составе Канибадамского района Согдийской области Таджикистана). По национальности — узбек. Член ВКП(б) с 1932.
С 1925 года — на хозяйственной, общественной и политической работе. В 1925—1961 гг. — батрак в Канибадамском районе, пропагандист отдела пропаганды и агитации Шахринауского райкома партии, редактор районной газеты, секретарь Шахринауского райкома партии, второй секретарь Регарского райкома партии, заместитель заведующего отделом кадров Сталинабадского обкома партии, первый секретарь Курган-Тюбинского обкома КП Таджикистана, первый секретарь Регарского райкома КП Таджикистана, первый секретарь Микоянабадского райкома КП Таджикистана, ответорганизатор, заведующий отделом партийных органов Ленинабадского обкома КП Таджикистана, первый секретарь Пролетарского райкома партии, заведующий отделом административных и торгово-финансовых органов Ленинабадского обкома партии.
Избирался депутатом Верховного Совета Таджикской ССР.
Умер после 1961 года.